# Алые паруса (торговая сеть)

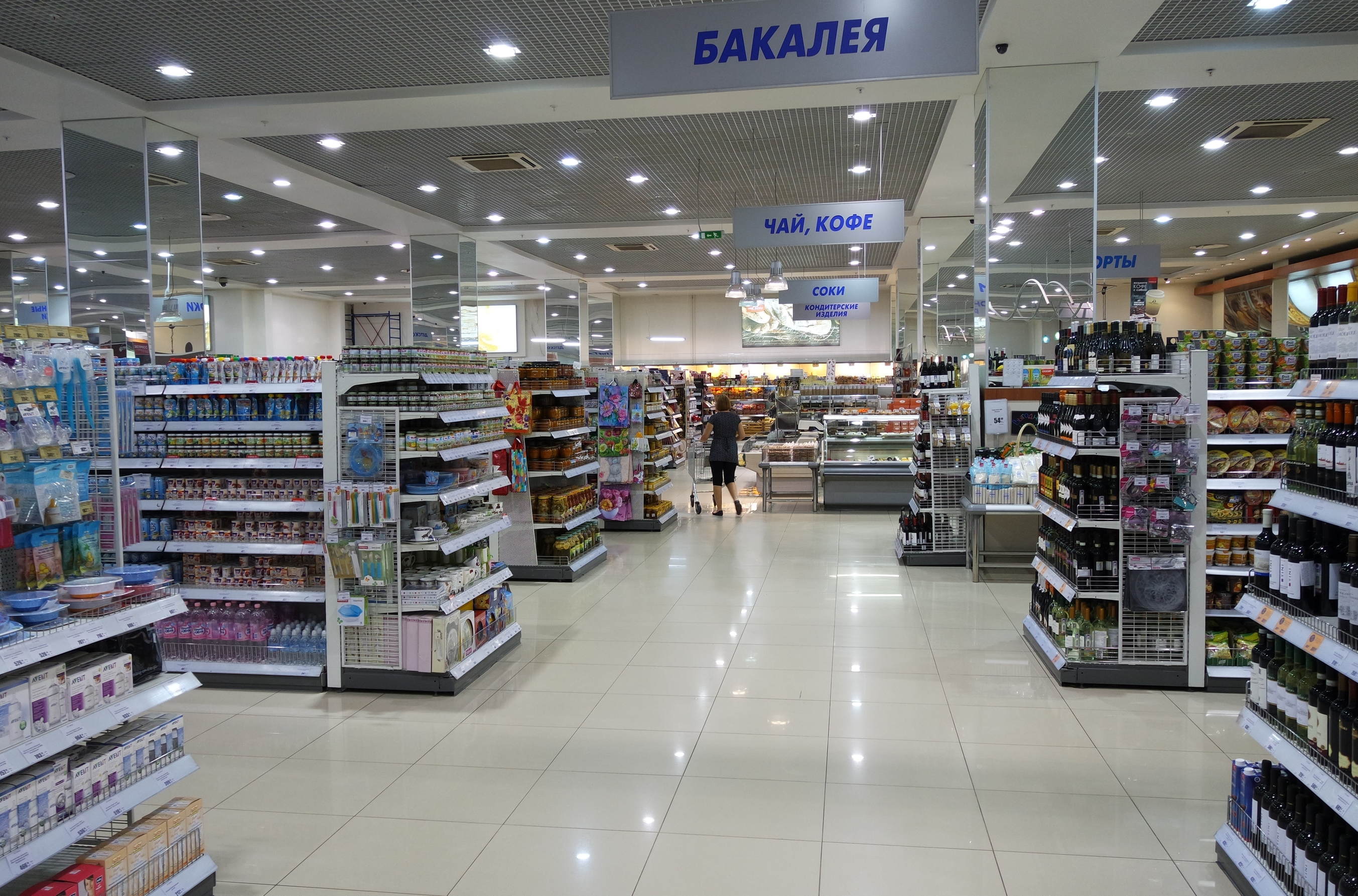
Крупнейший универсам сети в торговом центре «Щука»

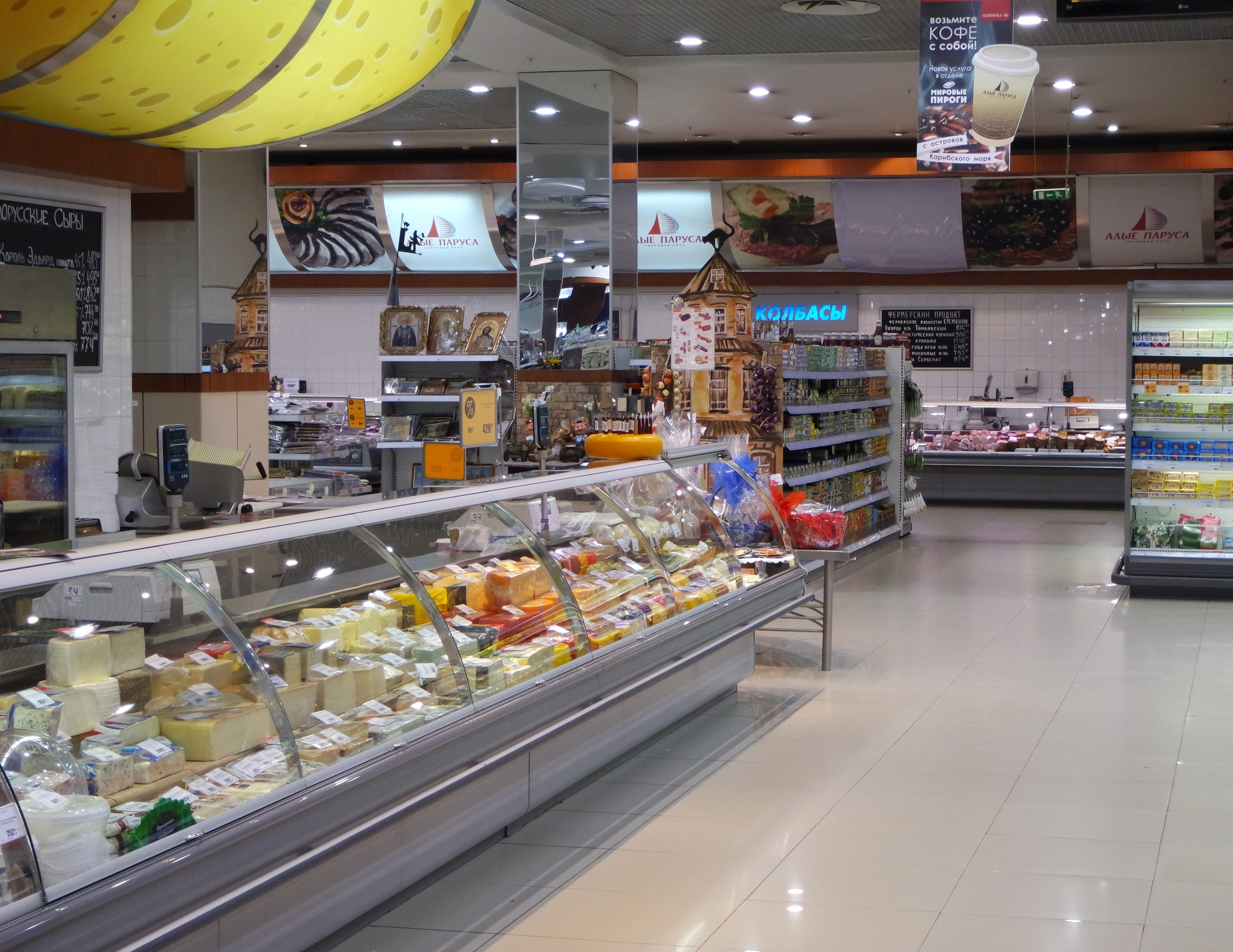
Сырный отдел в универсаме

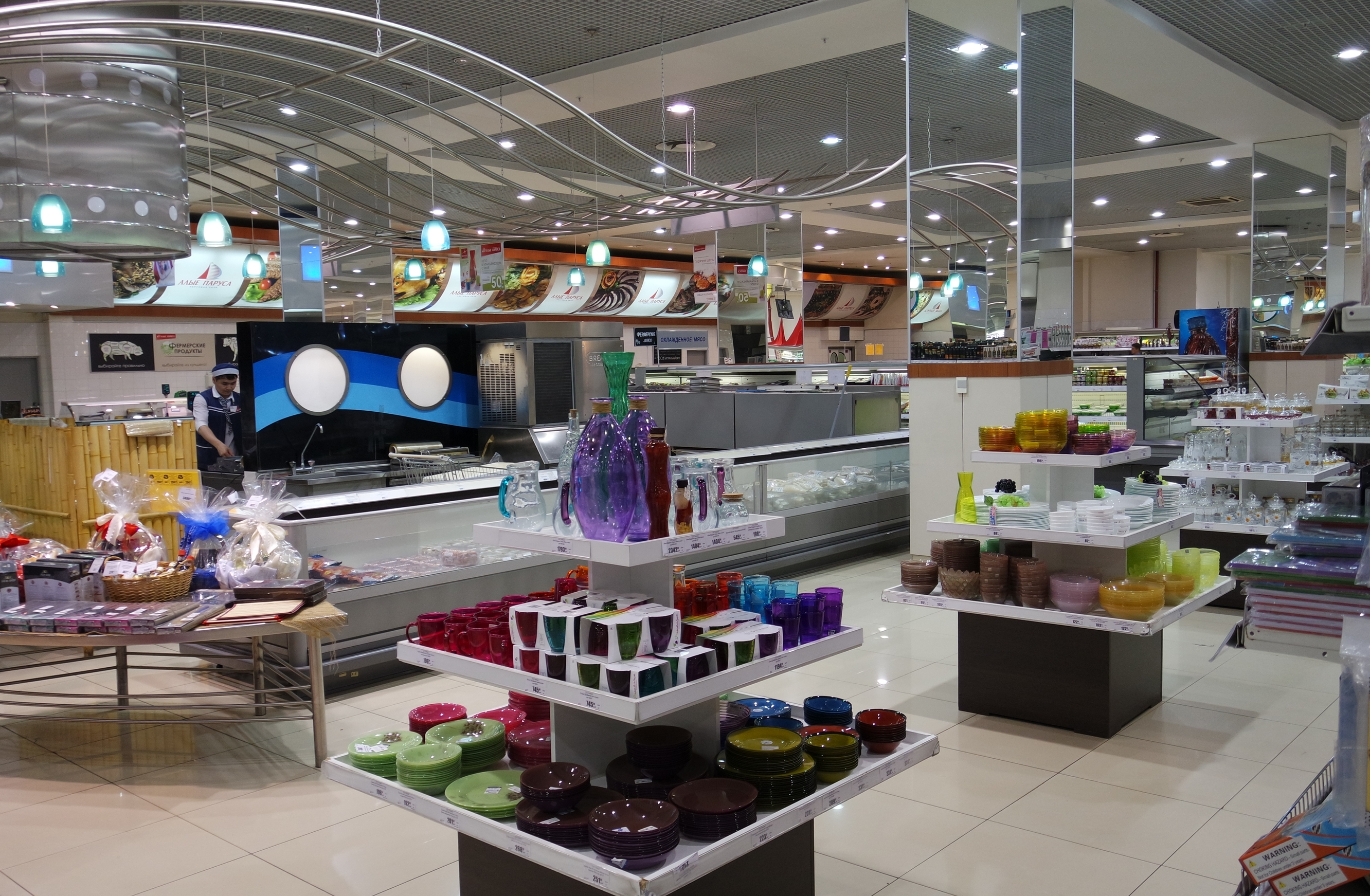
Непродовольственные товары в универсаме сети

«Алые паруса» — московская сеть продовольственных универсамов, объединяла 10 магазинов, в том числе — два крупных продуктовых супермаркета около метро Щукинская, являлась оператором гастронома «Елисеевский» в историческом здании на Тверской.
Основана в 1999 году, принадлежала Ольге Блажко. В годы максимального развития в сеть входило 18 магазинов, с начала — середины 2010-х годов объём бизнеса планомерно снижался. Суммарные торговые площади — 15,5 тыс. м² (2019). В 2020 году закрыты все магазины сети.

## Состав
Первый крупный объект сети — торговый центр «Алые паруса» на улице Авиационной (дом 66) общей площадью 12 тыс. м², где также располагался головной офис фирмы. Круглосуточный универсам с торговой площадью 2,25 тыс. м² размещался на первом этаже, помещения второго этажа сдавались в аренду небольшим торговым предприятиям. В 150 метрах от торгового комплекса — на первом этаже торгово-развлекательного центре «Щука» — располагался ещё один крупный универсам с торговой площадью 4,5 тыс. м².
В историческом центре Москвы, недалеко от «Елисеевского», в котором «Алые паруса» выполняли функцию оператора, у сети имелся супермаркет на Большой Бронной (дом 11). Также в сеть входили два гастронома в Строгине, круглосуточный супермаркет в «Доме на Беговой» (при нём же действует кафе «Фишерия», также принадлежащее сети), супермаркет около метро Алексеевская, универсам в торговом центре «Парус» на пересечении Новокуркинского шоссе и МКАД и круглосуточный универсам в Долгопрудном. До середины 2010-х годов в сеть входили супермаркет в торговом центре «Кристалл» около станции метро Пролетарская, магазины в Конькове и на Новокузнецкой (дом 13).

## История
Основана в 1999 году структурами девелоперской компании «Дон-строй» как диверсификационный проект, возглавила компанию Ольга Блажко, мать совладельца «Дон-строя» Максима Блажко. В том же году был открыт универсам «Первый» в Строгине. В 2001 году около станции метро Щукинская открыт небольшой гастроном; а в 2002 году неподалёку от него в стилобате нового высотного жилого дома (Авиационная, 66) открыт торговый комплекс и супермаркет в нём, оба объекты получили название «Алые паруса» — такое же, как и возведённый «Дон-строем» в то же время жилой комплекс «Алые паруса» (находящийся в Щукине приблизительно в километре от универсама). Оборот трёх магазинов в 2003 году оценивался на уровне $8 млн; торговые точки позиционировались как «элитные» продуктовые магазины для жителей дорогих жилых комплексов (эксплуатируя бренд жилого комплекса «Алые паруса»). Сходный розничноторговый формат в то время осваивался также сетью «Седьмой континент», которая рассматривались как потенциальный покупатель «Алых парусов».
В дальнейшем открыты другие супермаркеты, также под названием «Алые паруса», а в комплексе на Авиационной, 66 разместился центральный офис сети. К 2005 году в сети было 5 супермаркетов и один магазин в формате шаговой доступности, ежегодный оборот каждой из точек оценивался на уровне $85—$90 млн. В том же году компания стала оператором и управляющим «Елисеевского», из условий соглашения с организацией, владеющей долгосрочным правом аренды помещений гастронома и принадлежащей крупному владельцу коммерческой недвижимости в центре Москвы Якову Якубову, известно лишь, что договор не носит арендной формы, а предусматривает распределение прибыли от деятельности между сторонами, весь обслуживающий персонала магазина предоставляется «Алыми парусами». Однако сообщалось, что незадолго до этой сделки структуры Якубова вели переговоры о сдаче «Елисеевского» в субаренду на 5 лет с торговыми сетями Fauchon и «Перекрёсток», но предложенная цена в размере более $2 тыс. за м² в месяц не устроила ни одного из потенциальных операторов. Одной из целей перехода к совместному управлению историческим магазином заявлено преобразование его стандартного супермаркета потребительского класса в «гастрономический бутик», ориентированный на деликатесный ассортимент и состоятельных покупателей.
В 2006 году открыт крупный супермаркет на первом этаже отстроенного в том же году «Дон-строем» торгово-развлекательном комплексе «Щука» около метро Щукинская, тем самым, сеть стала якорным арендатором в восьмиуровневом торговом центре общей торговой площадью 42 тыс. м².
В 2012 году сеть планировала значительное расширение за счёт Подмосковья, сообщалось о подготовке в Правительстве Московской области постановления, способствующего реализации проекта развития сети, однако уже к 2015 год сведений о реализации этих планов не было.
В 2015 году Правительство Москвы начало подготовку к продаже помещений «Елисеевского» с обременением в виде договоров аренды под использование для розничной торговли до 2035 года, начальная цена аукциона ожидалась на уровне 2,5 млрд руб., торговая сеть изъявляла желание приобрести площади, однако сделки так и не состоялось, и по состоянию на 2019 год площади по-прежнему принадлежат городу.
В 2019 году сеть в составе 6 объектов в собственности 3 объектов в аренде (без «Елисеевского») выставлена на продажу; стоимость операционной части бизнеса (без учёта помещений) оценена наблюдателями в сумму около 400 млн руб.
2 декабря 2020 года все магазины сети были закрыты, 3 из них арендовала компания X5 Retail Group для размещения магазинов сети «Перекрёсток».

## Собственники и руководство
Считается, что 100 % акций сети принадлежит Ольге Блажко — матери совладельца «Дон-строя» Максима Блажко. Каждый магазин оформлен как отдельное юридическое лицо.
Генеральный директор — Александр Фетисов.

## Показатели деятельности
Годовой оборот сети в 2005 году (до входа в «Елисеевский» и начала эксплуатации гастронома в «Щуке») оценивался на уровне €80 млн.
По выручке с квадратного метра торговой площади в 2011 году сеть находилась на пятом месте в России среди с показателем $12,34 тыс./м², вдвое уступая по этому показателю лидеру — «Азбуке вкуса», а также сетям «Ашан», «Пятёрочка», «Виктория». До 2014 года сеть входила в сотню крупнейших по размеру выручки российских ретейлеров, в частности, в 2011 году занимала 91-е место с оборотом 6,4 млрд руб., но по результатам 2014 года оказалась за пределами списка. С 2014 года выручка сети ежегодно снижалась, 2017 год закончен с оборотом 4 млрд руб. с падением выручки около 38 %

## Промокампании
Заметной рекламной кампанией сети была поддержка походов Фёдора Конюхова, в частности, 85-футовая яхта, на которой путешественник ходил во второй половине 2000-х — начале 2010-х годов носила название «Торговая сеть „Алые паруса“», на этой яхте был установлен мировой рекорд гонки под парусом в 2008 году.
В 2011 году при содействии мэра Риги Нила Ушакова в универсаме сети в «Щуке» был открыт первый «рижский дворик» — специализированный отдел латвийских товаров, второй «дворик» открылся в мае 2012 года в супермаркете в «Доме на Беговой», впоследствии аналогичные отделы появились в «Елисеевском», а также в магазинах других торговых сетей. С введением российским правительством продовольственного эмбарго, ограничивающего ввоз широкого спектра продовольственной продукции из Евросоюза, возможность продолжения проекта «рижских двориков» встала под сомнение, в этой связи осенью 2014 года Ушаков побывал в Москве и провёл переговоры на предмет сохранения отделов латвийских товаров в магазинах сети с Ольгой Блажко.